# Guion Bluford
Guion Stewart „Guy“ Bluford, Jr. (* 22. listopadu 1942 ve Philadelphii, Pensylvánie, USA) je plukovník United States Air Force ve výslužbě a první americký astronaut tmavé pleti.

## Život

### Mládí a výcvik
Po základní a střední škole pokračoval ve studiích na Pensylvánské státní univerzitě (Pennsylvania State Univerzity) , kde v roce 1964 získal titul leteckého inženýra. Pokračoval ve studiích dále a v roce 1978 obhájil doktorát na technologickém institutu (Air Force Institute of Technology) vojenského letectva. Stal se ředitelem v aerodynamické laboratoři letecké základny Wright-Patterson Air Force Base v Ohiu. Zde byl také vybrán v roce 1978 pro lety s raketoplány. Oženil se a má dvě děti. Používal přezdívku Guy.

### Lety do vesmíru
Koncem léta roku 1983 se stal 125. kosmonautem Země, když na palubě raketoplánu Challenger odstartoval k misi STS-8 na oběžnou dráhu naší planety. Šestidenního letu se zúčastnila tato pětičlenná posádka: velitel Richard Truly, dále pak Daniel Brandenstein , Guion Bluford , Dale Gardner a William Thornton. Na naléhání armády start z Kennedyho vesmírného střediska na mysu Canaveral i přistání na základně Edwards byly v noci kvůli plánovaným vojenským expedicím. V noci také vypustili indickou telekomunikační družici Instat 1B.
O dva roky později letěl na témže raketoplánu na sedmidenní misi STS-61-A. Osmičlennou posádku tvořili: Henry Hartsfield, Steven Nagel, James Buchli, Guion Bluford, Bonnie Dunbarová, Wubbo Ockels z Nizozemska a Ernst Messerschmid a Reinhard Furrer, oba z NSR. Velká posádka rozdělená na dvě směny provedla mnoho desítek vědeckých experimentů. Na palubě měli laboratoř Spacelab D1 a během letu vypustili družici GLOMR.
Až za dalších šest let vzlétl Guy potřetí, tentokrát na raketoplánu Discovery v misi STS-39. V posádce byli: Donald McMonagle, Gregory Harbaugh, Guion Bluford, Lloyd Hammond, Charles Veach, Richard Hieb. Velitelem Discovery byl Michael Coats. Během osmidenního letu vypustili celou řadu převážně špionážních družic včetně německé SPAS.
Čtvrtý, poslední let STS-53 absolvoval opět na Discovery v roce 1992, tedy ve svých 50 letech. Posádka: David Walker, Robert Cabana, Guion Bluford, James Voss, Michael Clifford. Při svém sedmidenním letu po orbitě Země vypustili špionážní družici DoD-1 a plnili řadu připravených úkolů.
Start všech čtyř letů byl z Kennedyho vesmírného střediska na mysu Canaveral na Floridě, přistání v Kalifornii na základně Edwards. Během svých 4 letů strávil ve vesmíru 28 dní.
- STS-8 Challenger (30. srpna 1983 – 5. září 1983)
- STS-61-A Challenger (30. října 1985 – 6. listopadu 1985)
- STS-39 Discovery (28. dubna 1991 – 6. května 1991)
- STS-53 Discovery (2. prosince 1992 – 9. prosince 1992)

### Po ukončení letů
Ještě během své kariéry kosmonauta pokračoval ve studiích na univerzitě (University of Houston, Clear Lake), zakončené v roce 1987. Toto vzdělání pak uplatnil v soukromé firmě NYMA v městě Greenbelt, kde pracoval od srpna 1993.

## Vyznamenání
- Defense Superior Service Medal (1984)
- Legion of Merit (1993)
- Defense Meritoriou Service Medal (1983, 1992 a 1993)
- Medaile za vzornou službu letectva (1978)
- Air Medal (uděleno desetkrát)
- Air Force Commendation Medal (1972)
- National Intelligence Medal of Achievement (1993)
- Medaile za službu v národní obraně (1965)
- Medaile za službu ve Vietnamu (1967)
- NASA Distinguished Service Medal (1994)
- NASA Exceptional Service Medal (1992)
- NASA Space Flight Medal (1983, 1985, 1991 a 1992)
- Medaile za tažení ve Vietnamu (Jižní Vietnam, 1967)
- Kříž za statečnost s palmou (Jižní Vietnam, 1967)